# 大气层超旋转
大气层超自转 (Atmospheric super-rotation) 是指一颗行星的大气层比行星本身旋转更快的状态。金星大气层就是一个极端超自转的示例，它的大气层仅用4个地球日就绕行星一周，比金星243天的恒星日要快得多 。在土星最大的卫星土卫六上也观测到大气层超旋转的现象。
据信，地球的热层有一比地表旋转速度更快的小型超旋转网，尽管对该现象的估值相差很大 ，部分模型预测表明，全球变暖可能会导致未来超自转现象的增强，包括可能形成的超级旋风。